# Авіньйон (округ)
Округ Авіньйон (фр. Arrondissement d'Avignon) — округ у Франції, в департаменті Воклюз. 2023 року округ об'єднував 16 муніципалітетів, населення становило 209 291 особу.
Адміністративний центр (супрефектура) — Авіньйон.

## Муніципалітети
Список муніципалітетів округу та їхні коди INSEE:
1. Авіньйон (84007)
2. Антрег-сюр-ла-Сорг (84043)
3. Бедаррид (84016)
4. Веден (84141)
5. Веллерон (84142)
6. Жонкеретт (84055)
7. Комон-сюр-Дюранс (84034)
8. Куртезон (84039)
9. Ле-Понте (84092)
10. Ле-Тор (84132)
11. Л'Іль-сюр-ла-Сорг (84054)
12. Мор'єр-лез-Авіньйон (84081)
13. Сен-Сатюрнен-лез-Авіньйон (84119)
14. Соман-де-Воклюз (84124)
15. Сорг (84129)
16. Фонтен-де-Воклюз (84139)
17. Шатонеф-де-Гадань (84036)